# Hiawatha Service
A Hiawatha Service, vagy egyszerűen csak Hiawatha, egy 86 mérföld utat megtevő (138 km) vasúti járat az USA-ban, amelyet az Amtrak üzemeltet a Michigan-tó nyugati partján, Chicago, Illinois és Milwauke között az Amerikai Egyesült Államokban. Történelmileg azonban a nevet több különböző útvonalra is alkalmazták, amelyek a Középnyugaton és a Csendes-óceánig terjedtek. 2007 óta naponta tizenkét-tizennégy vonat (hét pár hétköznap, hat pár vasárnap) közlekedik Chicago és Milwaukee között, közbenső megállókkal Glenview-ban, Illinois államban, Sturtevantban, Wisconsin államban és a Milwaukee Mitchell nemzetközi repülőtéren. A vonalat részben Wisconsin és Illinois állam kormánya támogatja. A vonal a CPKC Railway C&M Subdivision és a Metra Milwaukee District North Line vonalát használja.
A szolgáltatás több mint 800 000 utast szállított a 2011-es pénzügyi évben, ami 4,7%-os növekedést jelent a 2010-es pénzügyi évhez képest. A 2011-es pénzügyi évben a bevétel 14 953 873 amerikai dollár volt, ami 6,1%-os növekedést jelent a 2010-es pénzügyi évhez képest.
2019-ben összesen 882 189 (2019) utas utazott a járaton, ebben az évben naponta átlagosan 2417 (2019) utasa volt.
Ez az Amtrak kilencedik legforgalmasabb útvonala, és a vasút legforgalmasabb vonala a középnyugaton. Az utasok száma folyamatosan növekszik, az elmúlt 9 évből 8-ban nőtt az utasok száma 2013-tól kezdve. Az egy mérföldre jutó utasok száma is nagyon magas, csak a Northeast Regional és a Capitol Corridor haladja meg. A Milwaukee és Chicago közötti egyirányú utazás körülbelül 90 percet vesz igénybe. Az 1930-as években ugyanez az út 75 percig tartott a Chicago, Milwaukee, St. Paul and Pacific Railroad Hiawatha járatán. 2014-ben ingyenes Wi-Fi szolgáltatással bővült a Hiawatha szolgáltatás. A szolgáltatás különösen népszerű a baseball Brewers-Cubs rivalizálással járó meccseken részt vevő rajongók körében, akik tömegközlekedést használnak, a vonatok a mérkőzések előtt és után az American Family Field vagy a Wrigley Fieldnél gyakran zsúfolásig megtelnek.
Az útvonalat kiegészítik az Amtrak Thruway Motorcoach járatai, amelyek Green Bayt, Appletont, Oshkosh-t és Fond du Lacot kötik össze Milwaukee-val, valamint Madisont, Janesville-t és Rockfordot Chicagóval.
2020. április 24-én a COVID-19 járvány miatt a Hiawathát ideiglenesen autóbuszjáratokkal helyettesítették. A részleges szolgáltatás 2020 júniusában, a teljes szolgáltatás pedig 2021 májusában indult újra.

## Története

### Milwaukee Road
Történelmileg a Hiawathákat a Chicago, Milwaukee, St. Paul and Pacific Railroad (más néven "Milwaukee Road") üzemeltette, és kezdetben Chicagóból az ikervárosokba közlekedtek. Az első Hiawatha-vonatok 1935-ben közlekedtek. 1948-ra öt útvonal viselte a Hiawatha nevet: Chicago-Minneapolis; Chicago-Omaha; Chicago-Wausau-Minocqua; Chicago-Ontanogan; és Chicago-Minneapolis-Seattle.
A Hiawathák az 1930-as és 1940-es években a világ leggyorsabb vonatai közé tartoztak, és ezek a vonatok ezen a szakaszon érték el csúcssebességüket, közvetlenül versenyezve a Chicago and North Western Railway vonataival, amelyek nagyjából párhuzamos pályákon közlekedtek. Chicago és Milwaukee között először az 1930-as évek közepén vezették be a 90 perces megállás nélküli járatot, amely később néhány évig 75 percesre csökkent. A mozdonyvezetők rendszeresen túllépték a saját maguk által előírt 161 km/h (100 mérföld/óra) sebességkorlátozást, amíg az 1950-es évek elején az Államközi Kereskedelmi Bizottság szabályai szigorúbb, 145 km/h (90 mérföld/óra) sebességkorlátozást írtak elő. A vonat menetrendje 80 percesre lassult, bár egy Glenview-ban történő megálló is hozzájárult a hosszabb menetidőhöz. Végül 1968-ban a jelzőrendszeri változások miatt a sebességkorlátozás 79 mph-ra (127 km/h) csökkent, és a menetrend szerinti menetidő ismét 90 perc lett a vonat végétől végéig.